# La Faurie
La Faurie település Franciaországban, Hautes-Alpes megyében. Lakosainak száma 298 fő (2022. január 1.). La Faurie Aspres-sur-Buëch, La Beaume, Montbrand, Saint-Julien-en-Beauchêne és Saint-Pierre-d’Argençon községekkel határos.

## Népesség
A település népességének változása:
| Lakosok száma | 250  | 215  | 224  | 301  | 301  | 315  | 325  | 328  | 317  | 298  |
|               | 1968 | 1982 | 1990 | 2006 | 2013 | 2015 | 2017 | 2019 | 2020 | 2022 |